# Pfizer
Pfizer Inc. er en verdensomspændende amerikansk lægemiddelproducent med hovedsæde i New York. Virksomheden blev grundlagt af den tyske kemiker Charles Pfizer (1824-1906) som begyndte at producere kemiske produkter i en bygning i Williamsburg i Brooklyn i 1849.
Pfizer var i 2020 blandt de tre største medicinalvareselskaber i verden. Pfizer var i 2020 rangeret som det 64. største selskab i USA på Forbes liste Fortune 500.
Pfizer producerer og markedsfører verdens mest omsatte lægemiddel, Lipitor (atorvastatin), som bruges mod dyslipidæmi (højt kolesterol). Pfizer markedsfører også Viagra (sildenafil), som bruges mod impotens.
Den 2. september 2009 offentliggjorde USAs Justitsministerium at man havde indgået et forlig der til dels beskyttede Pfizer mod retslig forfølgelse af uredelig markedsføring. Pfizer gik med på at betale en bøde på 2,3 milliarder dollars, i det som frem til da var det økonomisk mest omfattende bøde i Justitsministeriets historie.

## Covid19-vaccine
I 2020 udviklede og markedsførte Pfizer sammen med BioNTech en vaccine mod Covid19. Det var den første vaccine som blev (nød)godkendt i Nordamerika og EU.
Pfizer er dog endt i en strid med Statens Serum Institut i Danmark, idet Pfizer har sat leveringen af vacciner ned, efter at det er kommet frem, at det - under visse omstændigheder - er muligt at trække 6 vaccinedoser op ad hvert hætteglas, fremfor 5.[kilde mangler]